# Christophore (antipape)
Christophore  (ou  Christophe) est un antipape qui régna de septembre 903 à janvier 904.

## Biographie
Romain d'origine, cardinal-prêtre de Saint-Damase, il dépose de force le pape Léon V en 903, et le fait jeter en prison. Il se fait alors élire pape par ses partisans et fait étrangler son prédécesseur  en décembre 903. Il est lui-même chassé par le futur pape Serge III en janvier 904. Il serait mort peu après étranglé dans sa prison, ou aurait fini ses jours comme simple moine, selon la tradition.
Son authenticité comme pape a longtemps été un sujet de débat : il figure dans le Liber pontificalis ; son portrait prend place parmi les papes canoniques sur les fresques de la basilique Saint-Paul-hors-les-murs.